# Aeroporto Internacional Norman Manley
O Aeroporto Internacional Norman Manley (em inglês: Norman Manley International Airport; código IATA: KIN, código OACI: MKJP), conhecido anteriormente como o Aeroporto de Palisadoes, é um terminal aéreo localizado em Kingston, Jamaica. É o hub da Caribbean Airlines, que se fundiu com a Air Jamaica. O aeroporto foi nomeado em honra a Norman Washington Manley. No terminal operam aproximadamente 130 voos internacionais.

## Companhias aéreas e destinos
Pode voar-se para 19 destinos a partir do Aeroporto Norman Manley:
| Companhias aéreas        | Cidades | Aliança       |
| Air Canada Rouge         | Internacional: Toronto (Pearson) | Star Alliance |
| American Airlines        | Internacional: Miami (Miami International) | Oneworld      |
| British Airways          | Internacional: Londres (Gatwick) | Oneworld      |
| Caribbean Airlines       | Nacional: Montego Bay (Sangster) Internacionais: Antigua (V. C. Bird) / Bahamas (Lynden Pindling) / Bridgetown (Aeroporto Internacional Grantley Adams) / Fort Lauderdale (Fort Lauderdale-Hollywood) / Nova Iorque (John F. Kennedy) / Orlando (Internacional de Orlando) / Port of Spain (Piarco) / São Martinho (Princesa Juliana) / Toronto (Pearson) | N/A           |
| Cayman Airways           | Nacional: Montego Bay (Sangster) Internacional: George Town (Owen Roberts) | N/A           |
| Copa Airlines            | Internacional: Cidade do Panamá (Tocumen) | Star Alliance |
| Delta Air Lines          | Internacional: Atlanta (Atlanta Hartsfield-Jackson) | SkyTeam       |
| Fly Jamaica Airways      | Internacionais: Georgetown (Cheddi Jagan) / Nova Iorque (John F. Kennedy) / Toronto (Pearson) | N/A           |
| Iberia Airlines          | Internacional: Londres (Gatwick) | Oneworld      |
| Insel Air                | Internacional: Willemstad (Hato) | N/A           |
| JetBlue Airways          | Internacionais: Fort Lauderdale (Fort Lauderdale-Hollywood) / Nova Iorque (John F. Kennedy) | N/A           |
| KLM Royal Dutch Airlines | Internacional: Cidade do Panamá (Tocumen) |               |
| Overland Airways         | Internacionais: Georgetown (Cheddi Jagan) / Nova Iorque (John F. Kennedy) / Toronto (Pearson) |               |
| Spirit Airlines          | Internacional: Fort Lauderdale (Fort Lauderdale-Hollywood) |               |
| US Airways               | Internacional: Miami (Miami International) |               |
| WestJet                  | Internacional: Toronto (Pearson) | N/A           |